# Andreas Behm
Andreas Behm, född 28 november 1962 i Stralsund, död 27 december 2021, var en tysk tyngdlyftare.
Behm blev olympisk bronsmedaljör i 67,5-kilosklassen i tyngdlyftning vid sommarspelen 1992 i Barcelona.